# Shigella
Шигела (лат. Shigella) — рід грам-негативних нерухомих бактерій паличкоподібної форми, що не утворюють спор, і близькі за походженням до Escherichia coli і Salmonella. Причинний агент шигельозу.

## Етимологія
У 1919 році Альдо Кастеллані та А. Д. Чалмерс назвали збудника бактеріальної дизентерії на честь першовідкривача першого збудника з цього роду, японського дослідника Кіоші Шига й у 1951 році це було закріплено у світовому медичному просторі як рід Shigella.

## Класифікація
Відомі види Shigella класифіковані у чотири серогрупи:
- Серогрупа A: S. dysenteriae (12 сероварів)
- Серогрупа B: S. flexneri (6 сероварів)
- Серогрупа C: S. boydii (23 сероварів)
- Серогрупа D: S. sonnei (1 серовар)

Групи A—C фізіологічно подібні; S. sonnei (група D) може бути диференційована на підставі біохімічних досліджень її метаболізму.

## Патогенез
Shigella зазвичай передаються через їжу, воду, побутово (фекально-оральний механізм передачі інфекції). Залежно від віку і фізичного стану людини, лише 10 мікробних клітин може бути достатньо, аби спричинити хворобу. При шигельозі відбувається руйнування епітеліальних клітин слизової оболонки сигмоподібної і прямої кишок. Деякі штами виробляють ентеротоксини і Шига-токсин, подібний до веротоксину бактерії E. coli O157:H7.
Основні клінічні прояви шигельозу — діарея з мізерними випорожненнями, гарячка, спазматичний біль в животі, поклики до дефекації, іноді безрезультатні, біль у прямій кишці перед дефекацією і певний час після неї (тенезми). Випорожнення можуть часто містити кров, слиз або, навіть, гній.
Детальніші відомості з цієї теми ви можете знайти в статті Шигельоз.